# Деколонизација
 Деколонизација  је процес ослобађања од колонијалне власти и претварање некадашњих колонија у самосталне државе. Процес деколонизације је у 19. веку захватио већи део Јужне Америке. Наставио је да се шири између два светска рата, а свој врхунац достигао након Другог светског рата. Стицање независности у многим случајевима је пратило насиље (побуне, немири, протести, револуције или ратови за независност). Деколонизација се остваривала у различитим историјским фазама. Неки истраживачи деколонизације фокусирају се посебно на покрете у колонијама који захтевају независност, попут креолског национализма.
Крајњи резултат успешне деколонизације може се изједначити са обликом аутохтоног утопизма - с обзиром на распрострањену природу колонијализма, неоколонијализма и културног колонијализма, циљ пуне деколонизације може изгледати недостижно или митско. Домородачки научници наводе да је важан аспект деколонизације стална критика западних погледа на свет и издизање староседелачког знања.

## Опсег
Уједињене нације су фундаментално право на самоопредељење идентификовале као срж деколонизације, омогућавајући не само независност, већ и друге начине деколонизације. Специјални комитет Уједињених нација за деколонизацију изјавио је да у процесу деколонизације нема алтернативе ya колонизатора већ да се дозволи процес самоопредељења. Самоопредељење се и даље захтева у независним државама, захтевајући деколонизацију, као у случају домородачких народа.
Деколонизација може укључивати било ненасилну револуцију или национално-ослободилачке ратове група које се залажу за независност. То може бити међународна активност или укључивати интервенцију страних сила које делују појединачно или преко међународних тела као што су Уједињене нације. Иако се примери деколонизације могу наћи већ у Тукидидовим списима, у модерно доба било је неколико посебно активних периода деколонизације. Ту спадају распад Шпанског царства у 19. веку; немачке, аустроугарске, османске и руске империје након Првог светског рата; британског, француског, холандског, португалског, белгијског, италијанског и јапанског колонијалног царства након Другог светског рата; и Совјетског Савеза на крају хладног рата.
Деколонизација је коришћена у контексту интелектуалне деколонизације од идеја колонизатора због којих су се колонизовани осећали инфериорно. Питања деколонизације и даље постоје и покрећу се у данашње време. У Латинској Америци и Јужној Африци о таквим питањима се све више говори под појмом деколонијалности.

## Фазе деколонизације
- Ослобођење Сједињених Америчких Држава, године 1776.
- Ослобађање великог броја колонија у Латинској Америци у првој половини 19. века ; године 1847. у Африци ослобођена Либерија.
- Главна фаза у 1950-им и поготово 1960-им годинама.

Године 1960. изгласана је УН-ова Декларација о давању независности колонијалним земљама и народима , а 1970- их је укинут највећи део преосталих колонија.
По подацима канцеларије Уједињених нација за деколонизацију тренутно у свету још увек постоји 16 колонија које треба да добију независност или буду враћени локалним народима. Од тог броја њих 10 је у британском, 3 у америчком док Нови Зеланд , Мароко и Француска имају по једну колонију.

## Повезани чланци
- Деколонизација Африке
- Деколонизација Северне Америке
- Деколонизација Јужне Америке
- Деколонизација Аустралије и Океаније